# Saint-Germain-des-Prés (Dordogne)
Pour les articles homonymes, voir Saint-Germain et Saint-Germain-des-Prés.
Saint-Germain-des-Prés est une commune française située dans le département de la Dordogne, en région Nouvelle-Aquitaine.

## Géographie

### Généralités
La commune de Saint-Germain-des-Prés se situe dans le quart nord-est du département de la Dordogne
À la confluence du Ravillou et de son affluent le Merdançon, le bourg de Saint-Germain-des-Prés est traversé par la route départementale (RD) 76. Il se situe, en distances orthodromiques, quatre kilomètres et demi à l'ouest du bourg d'Excideuil et dix kilomètres au sud-est de Thiviers.
Le territoire communal est également bordé à l'est par la RD 77.

### Communes limitrophes
Saint-Germain-des-Prés est limitrophe de six autres communes. Au nord, son territoire est distant d'environ 150 mètres de celui de Corgnac-sur-l'Isle.
|                      | Saint-Sulpice-d'Excideuil | Clermont-d'Excideuil     |
| Saint-Jory-las-Bloux | Saint-Germain-des-Prés    | Saint-Martial-d'Albarède |
| Coulaures            | Saint-Pantaly-d'Excideuil |                          |

### Géologie et relief

#### Géologie
Situé sur la plaque nord du Bassin aquitain et bordé à son extrémité nord-est par une frange du Massif central, le département de la Dordogne présente une grande diversité géologique. Les terrains sont disposés en profondeur en strates régulières, témoins d'une sédimentation sur cette ancienne plate-forme marine. Le département peut ainsi être découpé sur le plan géologique en quatre gradins différenciés selon leur âge géologique. Saint-Germain-des-Prés est située dans le deuxième gradin à partir du nord-est, un plateau formé de roches calcaires très dures du Jurassique que la mer a déposées par sédimentation chimique carbonatée, en bancs épais et massifs.
Les couches affleurantes sur le territoire communal sont constituées de formations superficielles du Quaternaire et de roches sédimentaires datant pour certaines du Cénozoïque, et pour d'autres du Mésozoïque et du Paléozoïque, ainsi que de roches métamorphiques. La formation la plus ancienne, notée δψ, fait partie de l'Unité supérieure des gneiss (USG) et est composée d'éclogites et amphibolites dérivées, en petits corps ou bancs minces (Cambrien à Silurien). La formation la plus récente, notée CFp, fait partie des formations superficielles de type colluvions indifférenciées de versant, de vallon et plateaux issues d'alluvions, molasses, altérites. Le descriptif de ces couches est détaillé dans  les feuilles « no 735 - Thiviers » et « no 759 - Périgueux (est) » de la carte géologique au 1/50 000 de la France métropolitaine, et leurs notices associées,.

Carte géologique de Saint-Germain-des-Prés.

#### Relief et paysages
Le département de la Dordogne se présente comme un vaste plateau incliné du nord-est (491 m, à la forêt de Vieillecour dans le Nontronnais, à Saint-Pierre-de-Frugie) au sud-ouest (2 m à Lamothe-Montravel). L'altitude du territoire communal varie quant à elle entre 127 mètres à l'extrême sud-ouest, là où le Ravillou quitte la commune et sert de limite entre celles de Coulaures et Saint-Pantaly-d'Excideuil, et 297 mètres tout au nord, en limite des communes de Clermont-d'Excideuil et Saint-Sulpice-d'Excideuil.
Dans le cadre de la Convention européenne du paysage entrée en vigueur en France le 1er juillet 2006, renforcée par la loi du 8 août 2016 pour la reconquête de la biodiversité, de la nature et des paysages, un atlas des paysages de la Dordogne a été élaboré sous maîtrise d’ouvrage de l’État et publié en octobre 2020. Les paysages du département s'organisent en huit unités paysagères,. La commune fait partie du Périgord central, un paysage vallonné, aux horizons limités par de nombreux bois, plus ou moins denses, parsemés de prairies et de petits champs.
La superficie cadastrale de la commune publiée par l'Insee, qui sert de référence dans toutes les statistiques, est de 19,01 km2,,. La superficie géographique, issue de la BD Topo, composante du Référentiel à grande échelle produit par l'IGN, est quant à elle de 19,03 km2.

### Hydrographie

#### Réseau hydrographique
La commune est située dans le bassin de la Dordogne au sein du Bassin Adour-Garonne. Elle est drainée par le Ravillou, Les Vaux, le ruisseau le Merdançon et par un petit cours d'eau, qui constituent un réseau hydrographique de 17 km de longueur totale,.
Le Ravillou, d'une longueur totale de 13,13 km, prend sa source dans la commune de Dussac et se jette dans la Loue en rive droite, en limite de Coulaures et Saint-Pantaly-d'Excideuil. Il traverse la commune du nord au sud sur près de sept kilomètres et demi, passant par le bourg, dont 600 mètres en limite de Saint-Pantaly-d'Excideuil.
Le Merdançon prend sa source dans le nord-est de la commune près de la Gravetie et rejoint le Ravillou en rive gauche, juste en amont du bourg.
Autre affluent de rive gauche du Ravillou, le ruisseau des Vaux fait une très brève incursion d'une quarantaine de mètres dans le nord du territoire communal.

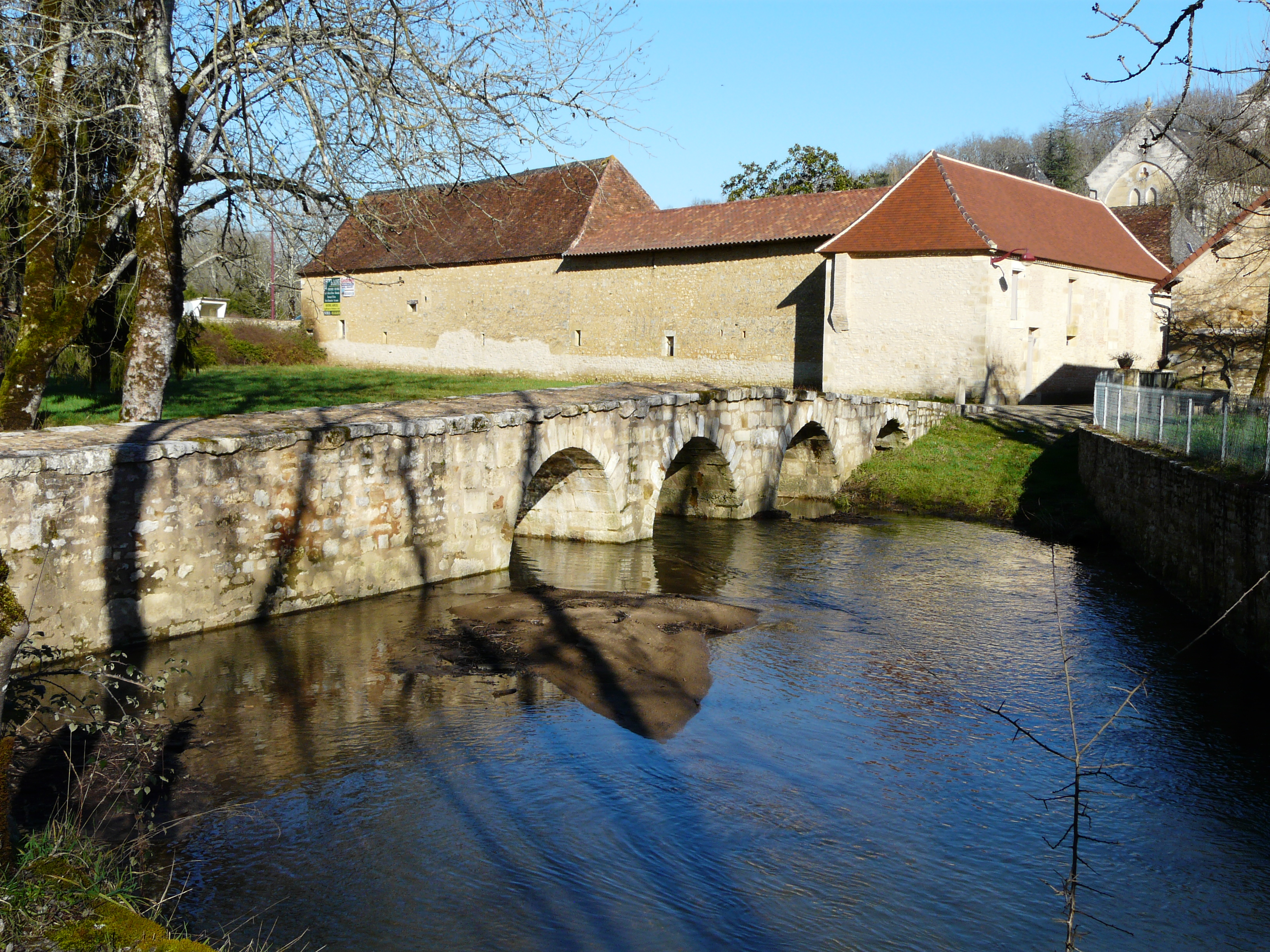
Le Ravillou dans le bourg de Saint-Germain-des-Prés.
Réseaux hydrographique et routier de Saint-Germain-des-Prés.

#### Gestion et qualité des eaux
Le territoire communal est couvert par le schéma d'aménagement et de gestion des eaux (SAGE) « Isle - Dronne ». Ce document de planification, dont le territoire regroupe les bassins versants de l'Isle et de la Dronne, d'une superficie de 7 500 km2, a été approuvé le 2 août 2021. La structure porteuse de l'élaboration et de la mise en œuvre est l'établissement public territorial de bassin de la Dordogne (EPIDOR). Il définit sur son territoire les objectifs généraux d’utilisation, de mise en valeur et de protection quantitative et qualitative des ressources en eau superficielle et souterraine, en respect des objectifs de qualité définis dans le troisième SDAGE  du Bassin Adour-Garonne qui couvre la période 2022-2027, approuvé le 10 mars 2022.
La qualité des eaux de baignade et des cours d’eau peut être consultée sur un site dédié géré par les agences de l’eau et l’Agence française pour la biodiversité.

### Climat
Pour des articles plus généraux, voir Climat de la Nouvelle-Aquitaine et Climat de la Dordogne.
Historiquement, la commune est exposée à un climat océanique aquitain.  
En 2020, Météo-France publie une typologie des climats de la France métropolitaine dans laquelle la commune est exposée à un climat océanique altéré et est dans la région climatique  Ouest et nord-ouest du Massif Central, caractérisée par une pluviométrie annuelle de 900 à 1 500 mm, maximale en automne et en hiver.
Pour la période 1971-2000, la température annuelle moyenne est de 12,1 °C, avec  une amplitude thermique annuelle de 14,8 °C. Le cumul annuel moyen de précipitations est de 968 mm, avec 12,8 jours de précipitations en janvier et 7,4 jours en juillet. Pour la période 1991-2020, la température moyenne annuelle observée sur la station météorologique la plus proche, située sur la commune de Bassillac et Auberoche à 22 km à vol d'oiseau, est de 13,1 °C et le cumul annuel moyen de précipitations est de 480,0 mm. Pour l'avenir, les paramètres climatiques de la commune estimés pour 2050 selon différents scénarios d’émission de gaz à effet de serre sont consultables sur un site dédié publié par Météo-France en novembre 2022.

## Urbanisme

### Typologie
Au 1er janvier 2024, Saint-Germain-des-Prés est catégorisée commune rurale à habitat très dispersé, selon la nouvelle grille communale de densité à 7 niveaux définie par l'Insee en 2022.
Elle est située hors unité urbaine et hors attraction des villes,.

### Occupation des sols
L'occupation des sols de la commune, telle qu'elle ressort de la base de données européenne d’occupation biophysique des sols Corine Land Cover (CLC), est marquée par l'importance des territoires agricoles (63,3 % en 2018), une proportion sensiblement équivalente à celle de 1990 (64,1 %). La répartition détaillée en 2018 est la suivante : 
forêts (36,6 %), zones agricoles hétérogènes (35,3 %), prairies (26,2 %), cultures permanentes (1,8 %), milieux à végétation arbustive et/ou herbacée (0,1 %). L'évolution de l’occupation des sols de la commune et de ses infrastructures peut être observée sur les différentes représentations cartographiques du territoire : la carte de Cassini (XVIIIe siècle), la carte d'état-major (1820-1866) et les cartes ou photos aériennes de l'IGN pour la période actuelle (1950 à aujourd'hui).

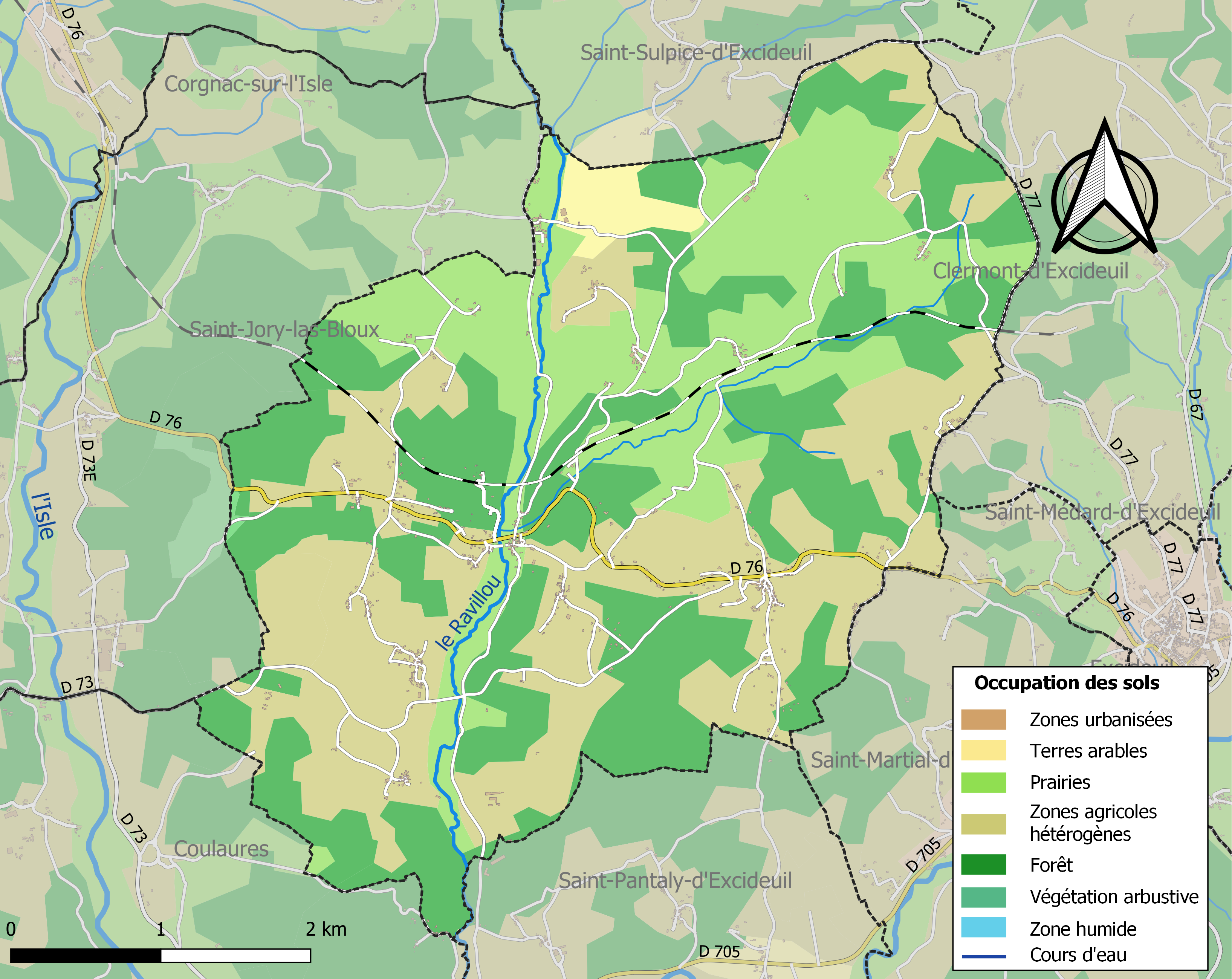
Carte des infrastructures et de l'occupation des sols de la commune en 2018 (CLC).

### Prévention des risques
Le territoire de la commune de Saint-Germain-des-Prés est vulnérable à différents aléas naturels : météorologiques (tempête, orage, neige, grand froid, canicule ou sécheresse), feux de forêts, mouvements de terrains et séisme (sismicité très faible). Un site publié par le BRGM permet d'évaluer simplement et rapidement les risques d'un bien localisé soit par son adresse soit par le numéro de sa parcelle.
Saint-Germain-des-Prés est exposée au risque de feu de forêt. L’arrêté préfectoral du 14 mars 2013 fixe les conditions de pratique des incinérations et de brûlage dans un objectif de réduire le risque de départs d’incendie. À ce titre, des périodes sont déterminées : interdiction totale du 15 février au 15 mai et du 15 juin au 15 octobre, utilisation réglementée du 16 mai au 14 juin et du 16 octobre au 14 février. En septembre 2020, un plan inter-départemental de protection des forêts contre les incendies (PidPFCI) a été adopté pour la période 2019-2029,.

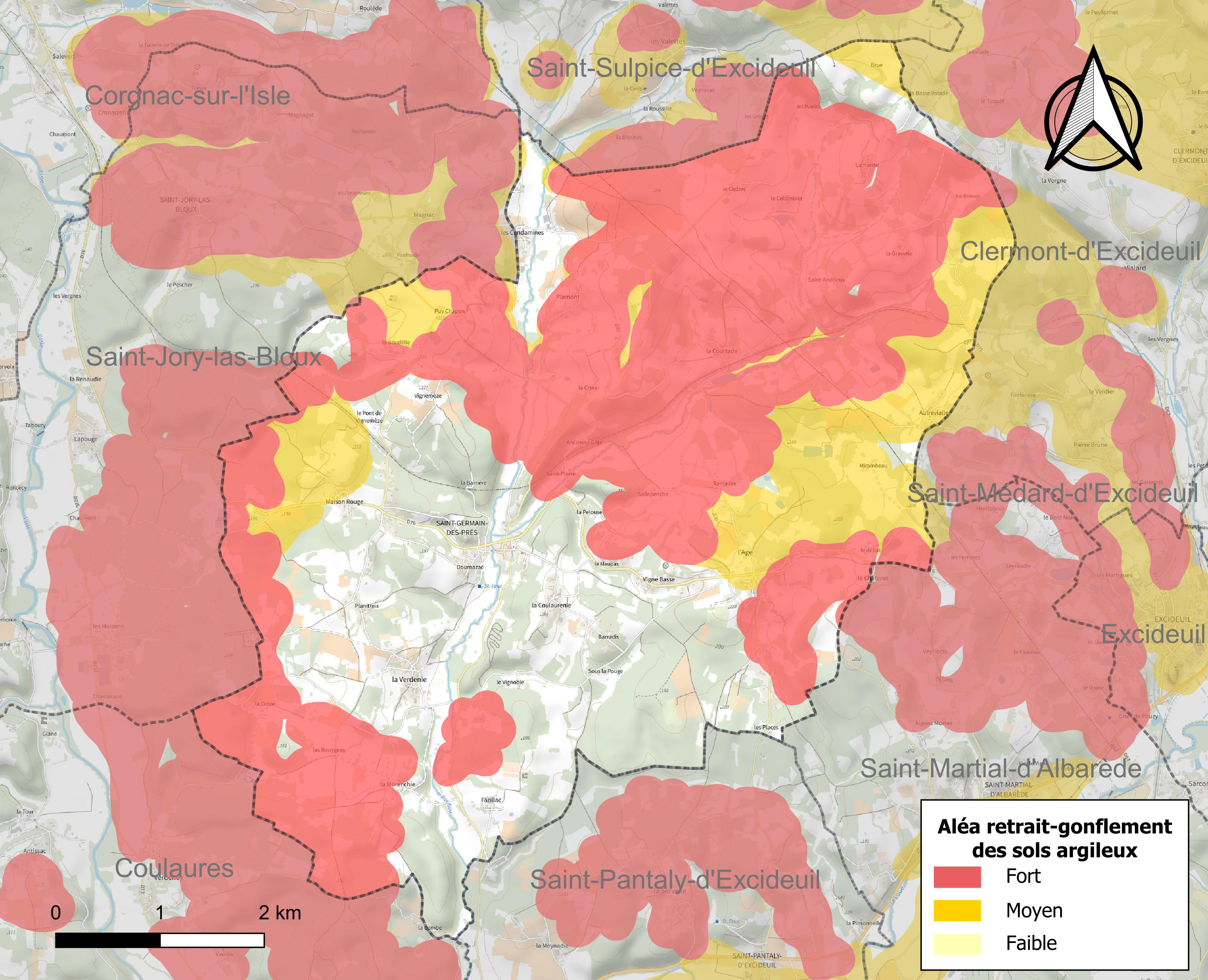
Carte des zones d'aléa retrait-gonflement des sols argileux de Saint-Germain-des-Prés.

Les mouvements de terrains susceptibles de se produire sur la commune sont des tassements différentiels. Le retrait-gonflement des sols argileux est susceptible d'engendrer des dommages importants aux bâtiments en cas d’alternance de périodes de sécheresse et de pluie. 63,5 % de la superficie communale est en aléa moyen ou fort (58,6 % au niveau départemental et 48,5 % au niveau national métropolitain). Depuis le 1er octobre 2020, en application de la loi ÉLAN, différentes contraintes s'imposent aux vendeurs, maîtres d'ouvrages ou constructeurs de biens situés dans une zone classée en aléa moyen ou fort,.
La commune a été reconnue en état de catastrophe naturelle au titre des dommages causés par les inondations et coulées de boue survenues en 1982, 1988, 1993, 1997, 1999, 2007 et 2008 et par des mouvements de terrain en 1999.

## Toponymie
La première mention écrite connue du lieu figure dans le cartulaire de l'abbaye de Dalon. Elle date de l'an 1249 sous la forme latine Sanctus Germanus in castell. de Exidolio, correspondant à l'église qui dépendait d'Excideuil.
Sur la carte de Cassini représentant la France entre 1756 et 1789, le village est identifié sous le nom de « Saint Germain ». À sa création, la commune conserve ce nom, se référant à saint Germain, évêque d'Auxerre au Ve siècle. La seconde partie du nom, qui dérive du latin pratum, a été ajoutée au cours du XIXe siècle.
En occitan, la commune se nomme Sent Gèrman daus Prats.

## Histoire

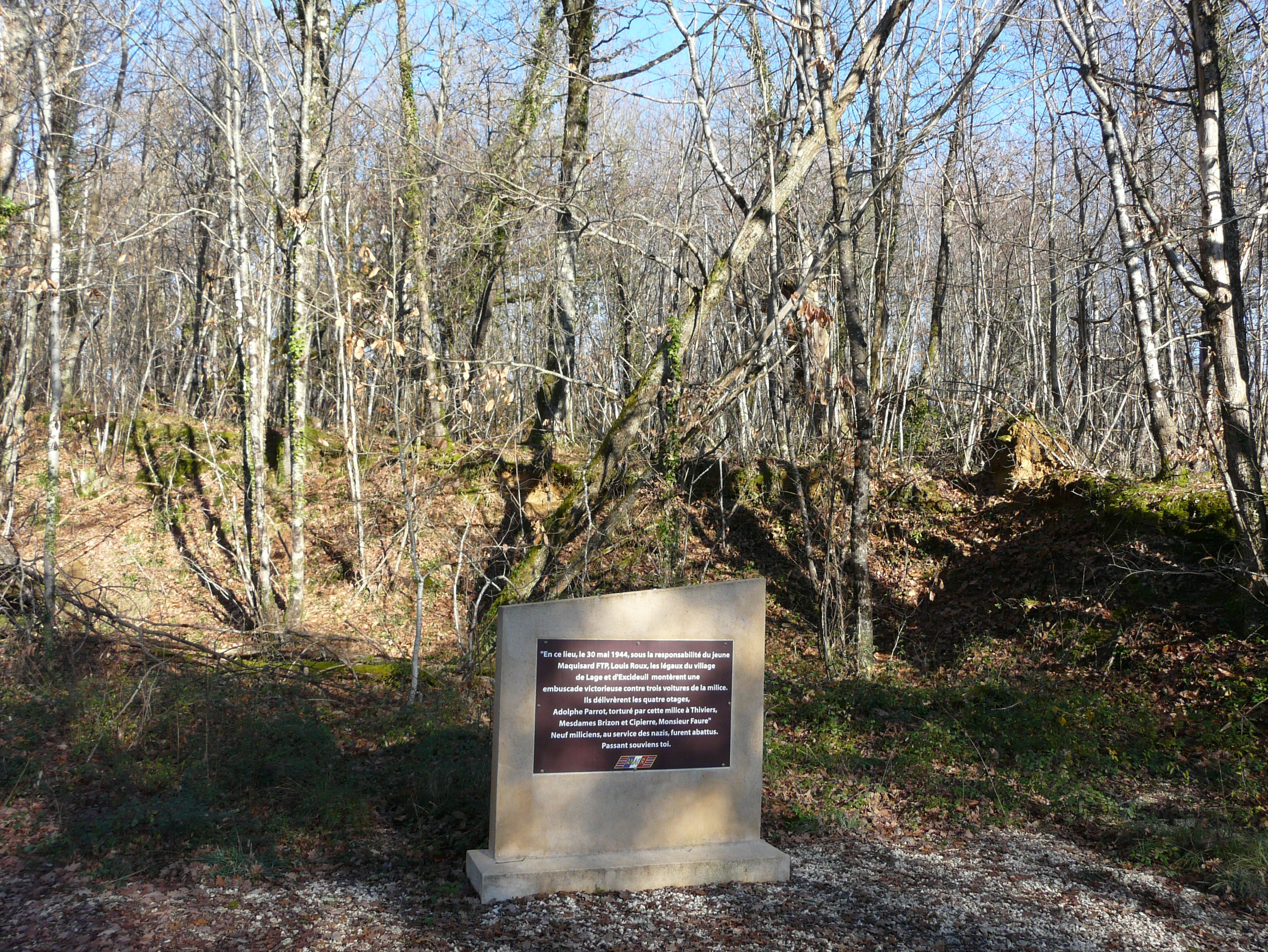
Stèle commémorant l'attaque du 30 mai 1944.

Au XIIIe siècle, l'église du lieu dépend de la châtellenie d'Excideuil.
L'église et le prieuré de Saint-Pierre-de-Sensac sont unis en 1730 à la paroisse de Saint-Germain-des-Prés.
Au cours de la période de la Convention nationale (1792-1795), la commune porta le nom révolutionnaire de Germain-Ferrugineux.
De mars à septembre 1943, le poste de commandement du Groupement 28 « Péguy » des Chantiers de la jeunesse est installé au château de Saint-Pierre.
Le 30 mai 1944, un groupe de résistants attaque trois véhicules de la Milice sur la route départementale 76, libérant quatre otages et tuant neuf miliciens.
Lors d'une mission de parachutage pour la Résistance intérieure française|Résistance dans la nuit du 20 au 21 août 1944, un avion anglais de la Royal Air Force, frappé par la foudre, s'écrase au lieu-dit la Moranchie. Ses six occupants y trouvent la mort. Ils sont enterrés au cimetière d'Excideuil.
Dans la nuit du 13 au 14 juin 2007, des orages particulièrement violents accompagnés de pluies diluviennes transforment le Ravillou et son affluent le Merdançon en torrents qui dévastent le bourg de Saint-Germain-des-Prés ainsi qu'un pont construit au XIIe siècle et endommagent fortement le pont qui permet à la route départementale 76 de franchir le lit du Ravillou.

## Politique et administration

### Rattachements administratifs et électoraux
La commune de Saint-Germain-des-Prés a, dès 1790, été rattachée au canton d'Excideuil qui dépendait du district d'Excideuil jusqu'en 1795, date de suppression des districts. En 1801, le canton d'Excideuil est rattaché à l'arrondissement de Périgueux.
Dans le cadre de la réforme de 2014 définie par le décret du 21 février 2014, le canton d'Excideuil disparaît aux élections départementales de mars 2015. La commune est alors rattachée électoralement au canton d'Isle-Loue-Auvézère.
En 2017, Saint-Germain-des-Prés est rattachée à l'arrondissement de Nontron,.

### Intercommunalité
Fin 2003, Saint-Germain-des-Prés intègre dès sa création la communauté de communes Causses et Rivières en Périgord. Celle-ci est dissoute le 1er janvier 2017 et ses communes — hormis Savignac-les-Églises qui rejoint Le Grand Périgueux — sont rattachées à la communauté de communes du Pays de Lanouaille qui la même année prend le nom de communauté de communes Isle-Loue-Auvézère en Périgord.

### Administration municipale
La population de la commune étant comprise entre 100 et 499 habitants au recensement de 2017, onze conseillers municipaux ont été élus en 2020,.

### Liste des maires

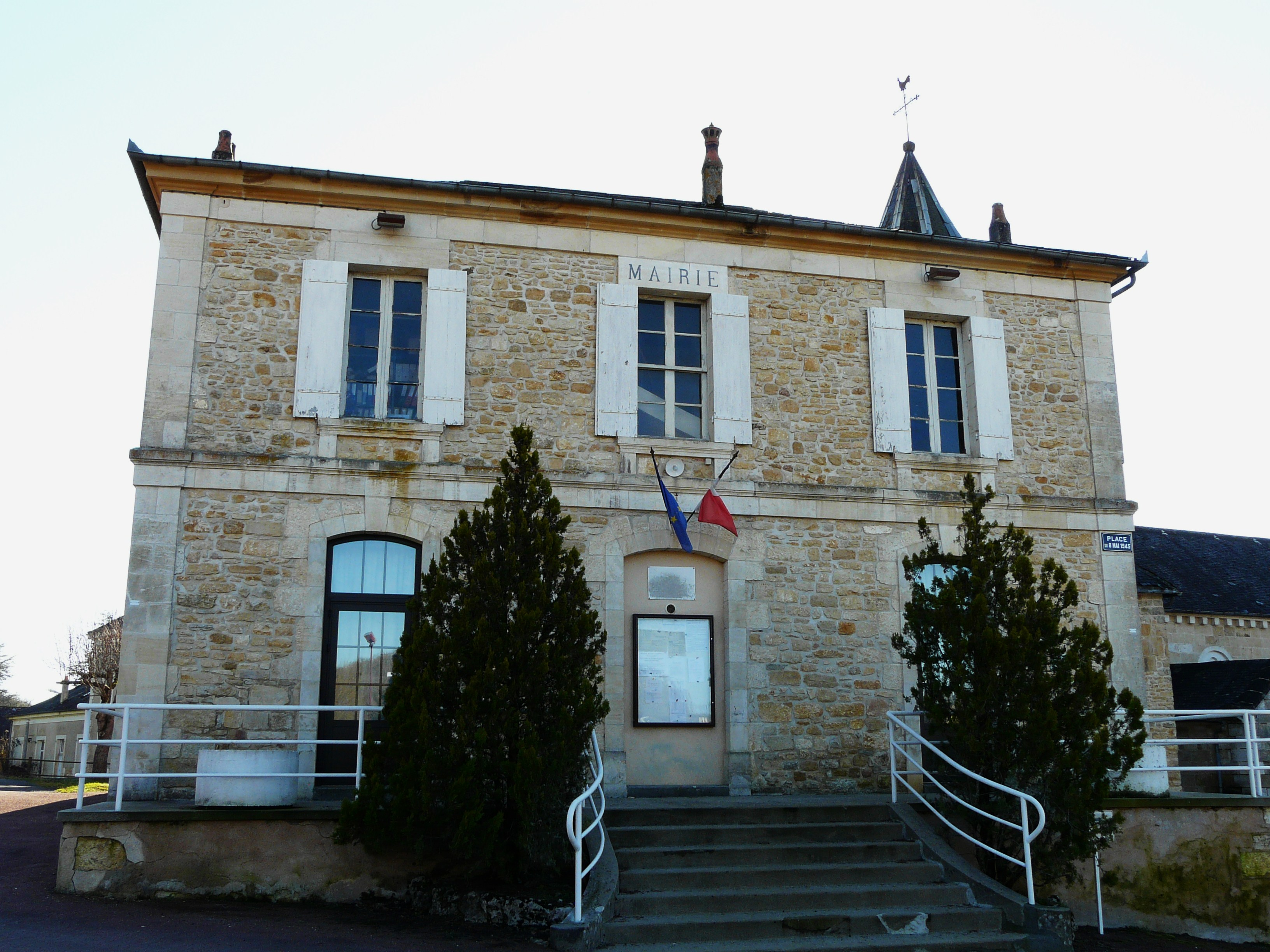
La mairie.

| Période                                  | Période  | Identité             | Étiquette | Qualité               |
| ---------------------------------------- | -------- | -------------------- | --------- | --------------------- |
| Les données manquantes sont à compléter. |          |                      |           |                       |
|                                          |          |                      |           |                       |
| 1977                                     | 1989     | Jean-Pierre Parfait  |           | Enseignant            |
| 1989                                     | 2001     | Claude Cluzeau       |           | Intendant             |
| 2001                                     | 2014     | François Lacroix     | SE        | Officier retraité     |
| avril 2014 (réélu en mai 2020)           | En cours | Jean-Pierre Valentin | SE-DVG    | Enseignant spécialisé |

## Équipements et services publics

### Eau
En 2024, la commune dépend du Syndicat intercommunal d'alimentation en eau potable (SIAEP) du Nord Est Périgord.

### Enseignement
En 2014, Corgnac-sur-l'Isle, Eyzerac, Saint-Germain-des-Prés et Saint-Jory-las-Bloux sont organisées en regroupement pédagogique intercommunal (RPI) au niveau des classes de primaire.

### Justice
En 2023, dans le domaine judiciaire, Saint-Germain-des-Prés relève : 
- du tribunal judiciaire, du tribunal pour enfants, du conseil de prud'hommes et du tribunal de commerce de Périgueux ;
- du pôle Nationalité du tribunal judiciaire de Périgueux (compétent uniquement dans le domaine de la nationalité) ;
- de la cour d'appel, du tribunal administratif et de la  cour administrative d'appel de Bordeaux.

## Population et société

### Démographie
Les habitants de Saint-Germain-des-Prés se nomment les Germinois.
L'évolution du nombre d'habitants est connue à travers les recensements de la population effectués dans la commune depuis 1793. Pour les communes de moins de 10 000 habitants, une enquête de recensement portant sur toute la population est réalisée tous les cinq ans, les populations de référence des années intermédiaires étant quant à elles estimées par interpolation ou extrapolation. Pour la commune, le premier recensement exhaustif entrant dans le cadre du nouveau dispositif a été réalisé en 2008.

En 2022, la commune comptait 482 habitants, en évolution de −6,95 % par rapport à 2016 (Dordogne : +0,37 %, France hors Mayotte : +2,11 %).
| 1793 | 1800 | 1806 | 1821 | 1831  | 1836  | 1841  | 1846  | 1851  |
| ---- | ---- | ---- | ---- | ----- | ----- | ----- | ----- | ----- |
| 963  | 825  | 878  | 940  | 1 040 | 1 132 | 1 127 | 1 098 | 1 209 |

| 1856  | 1861  | 1866  | 1872 | 1876 | 1881  | 1886  | 1891  | 1896 |
| ----- | ----- | ----- | ---- | ---- | ----- | ----- | ----- | ---- |
| 1 189 | 1 115 | 1 057 | 933  | 984  | 1 005 | 1 107 | 1 711 | 954  |

| 1901 | 1906 | 1911 | 1921 | 1926 | 1931 | 1936 | 1946 | 1954 |
| ---- | ---- | ---- | ---- | ---- | ---- | ---- | ---- | ---- |
| 943  | 978  | 879  | 808  | 787  | 756  | 743  | 636  | 664  |

| 1962 | 1968 | 1975 | 1982 | 1990 | 1999 | 2006 | 2008 | 2013 |
| ---- | ---- | ---- | ---- | ---- | ---- | ---- | ---- | ---- |
| 606  | 582  | 542  | 537  | 508  | 467  | 493  | 501  | 532  |

| 2018 | 2022 | - | - | - | - | - | - | - |
| ---- | ---- | - | - | - | - | - | - | - |
| 478  | 482  | - | - | - | - | - | - | - |

### Manifestations culturelles et festivités
- Fête patronale sur deux jours, un week-end de fin juillet[61].

## Économie

### Emploi
En 2015, parmi la population communale comprise entre 15 et 64 ans, les actifs représentent 228 personnes, soit 42,4 % de la population municipale. Le nombre de chômeurs (vingt-quatre) a augmenté par rapport à 2010 (dix-sept) et le taux de chômage de cette population active s'établit à 10,6 %.

### Établissements
Au 31 décembre 2015, la commune compte cinquante établissements, dont dix-huit au niveau des commerces, transports ou services, treize dans la construction, neuf dans l'agriculture, la sylviculture ou la pêche, six relatifs au secteur administratif, à l'enseignement, à la santé ou à l'action sociale, et quatre dans l'industrie.

## Culture locale et patrimoine

### Lieux et monuments
- L'église Saint-Germain, dédiée à Germain d'Auxerre[41], a conservé un chœur roman mais sa nef est plus récente. Elle recèle un tableau de la fin du XVIe siècle représentant l'Entrée du Christ dans Jérusalem et classé au titre des monuments historiques depuis 1952[65].
- L'ancienne ligne ferroviaire Angoulême-Brive construite en 1898 qui passe par le territoire de Saint-Germain-des-Prés. Le relief local a nécessité de percer un tunnel long de 859,35 mètres et de construire un viaduc long de 135 mètres qui franchit la vallée du Ravillou en amont du bourg. Cette ancienne voie de chemin de fer est utilisée l'été par un vélorail entre Corgnac-sur-l'Isle et Saint-Andrieux (sur la commune de Saint-Germain-des-Prés)[66].
- Le château de Saint-Germain date du XVIe siècle[67].
- Le château de Saint-Pierre, bâti au XVIIIe siècle en style médiéval avec échauguettes et mâchicoulis, a été transformé en colonie de vacances[68].

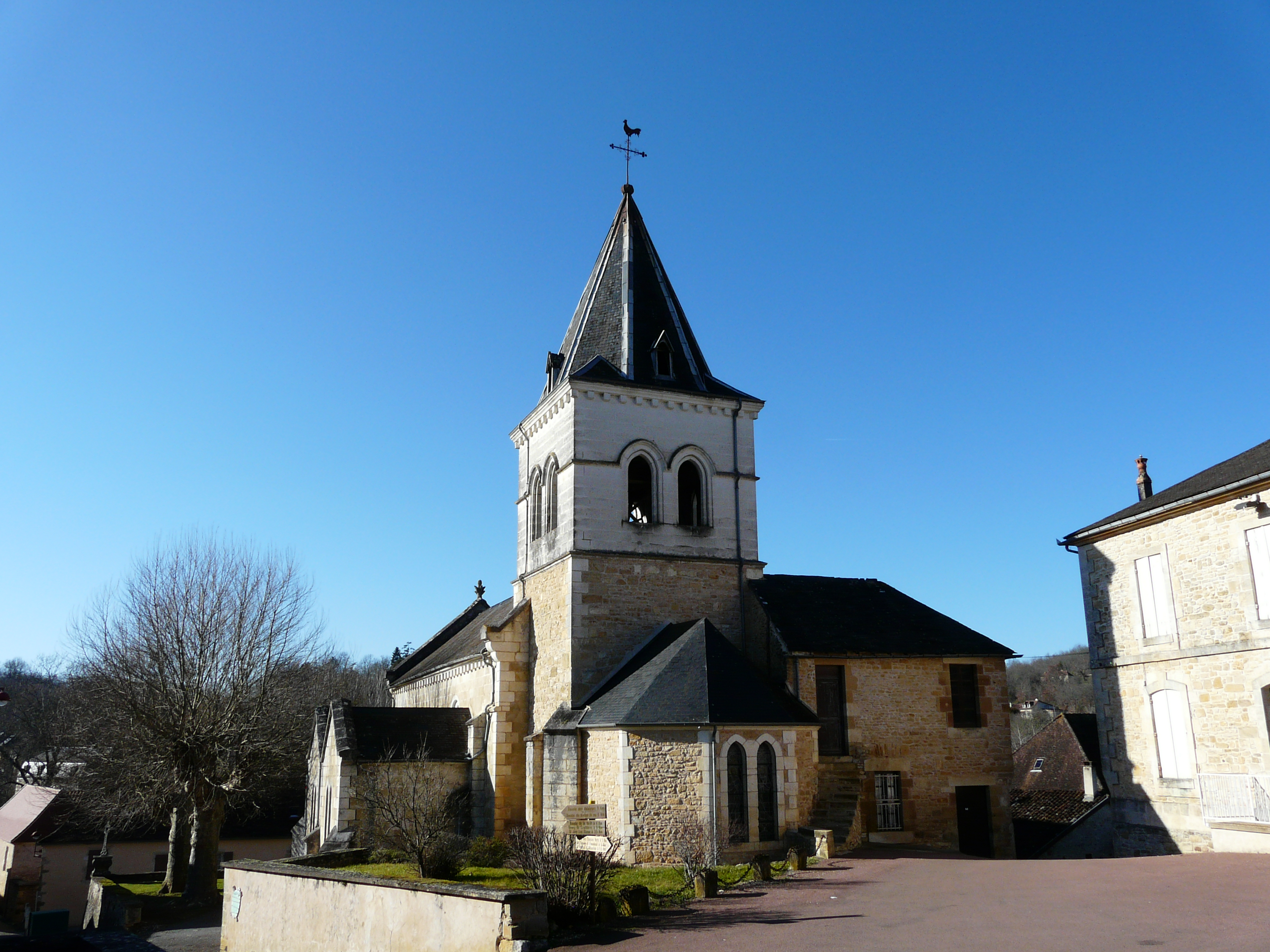
L'église Saint-Germain de Saint-Germain-des-Prés.
L'ancien viaduc ferroviaire au-dessus de la vallée du Ravillou.
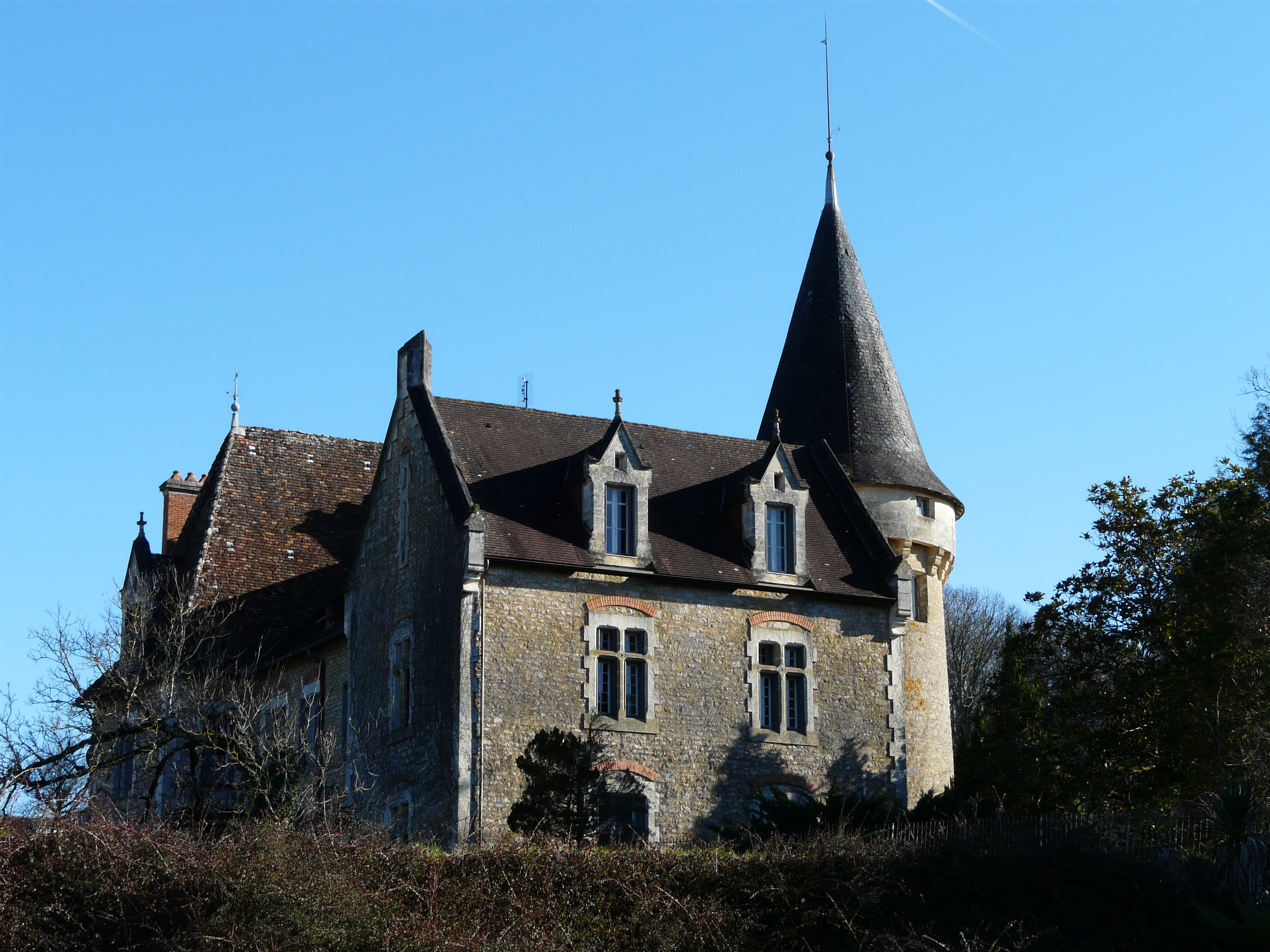
Le château de Saint-Germain.
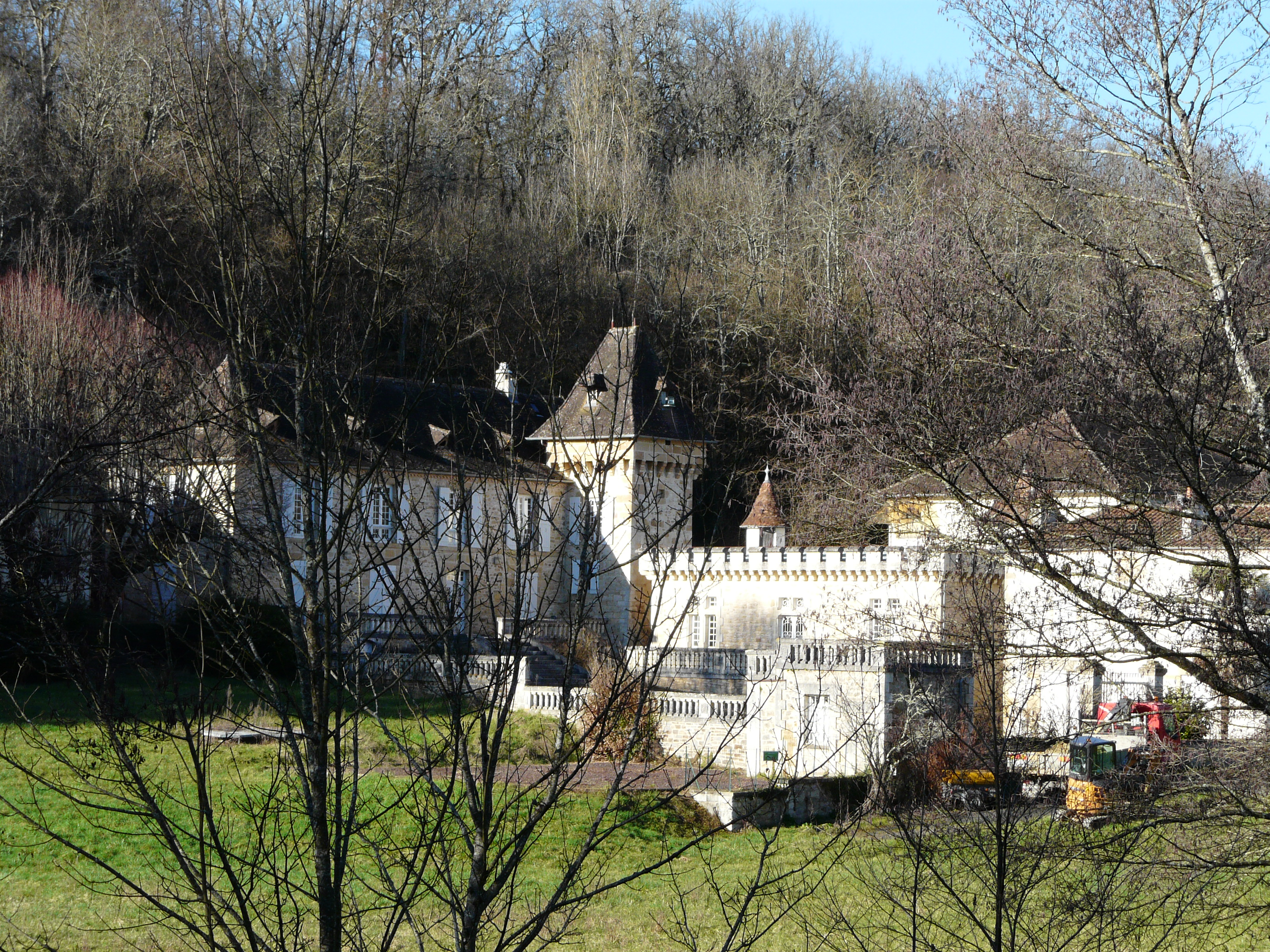
Le château de Saint-Pierre.

### Patrimoine naturel
Le réseau Natura 2000 distingue l'ancien tunnel ferroviaire de la ligne de Thiviers à Saint-Aulaire comme site important pour la préservation de cinq espèces de chauves-souris et notamment du grand murin (myotis myotis) qui s'y reproduit.

### Tourisme
Opéré par Daniel Claret, retraité de la SNCF et président de la Fédération des vélorails de France, le vélorail du Périgord Vert passe par la commune et permet de se rendre à Saint-Andrieux en faisant 14 km aller retour à vélorail à assistance électrique,.

### Personnalités liées à la commune
- Patrick Ollier (1944-), ancien président de l'Assemblée nationale et ancien ministre, possède une maison à Saint-Germain-des-Prés[72].

## Pour approfondir